# Khartal
Khartal, khartaal – tradycyjny perkusyjny instrument indyjski z grupy idiofonów, drewniana grzechotka z umieszczonymi wewnątrz parami małych talerzyków metalowych lub mosiężnych. Talerzyki mają średnicę 5 cm i nieokreśloną wysokość dźwięku.
Instrumenty występują w parze, muzyk trzyma w każdej ręce jeden instrument i gra na przemian skomplikowane rytmy w szybkich tempach, improwizuje i dialoguje z innymi instrumentami. Khartale mogą też służyć do podkreślenia rytmu dla tancerza lub tancerki.
Znanym khartalistą w Radżastanie jest Khete Khan, który grał ze słynnym indyjskim tablistą Zakirem Hussainem.
W starożytnej Birmie znane były w formie pary małych talerzyków osadzonych w uchwycie z bambusa i potrząsanych przez muzyka. W Starożytnej Grecji instrument o nazwie krotala był rodzajem kołatki jednoręcznej używanej w tańcach dionizyjskich. Przypominały one europejskie kastaniety.